# Daemonorops trichroa
Daemonorops trichroa är en enhjärtbladig växtart som beskrevs av Friedrich Anton Wilhelm Miquel. Daemonorops trichroa ingår i släktet Daemonorops och familjen Arecaceae.
Artens utbredningsområde är Sumatera. Inga underarter finns listade i Catalogue of Life.